# Grimbergen (bier)
Grimbergen is een Belgisch abdijbier. Het wordt gebrouwen door Brouwerijen Alken-Maes te Alken. Alken-Maes is sinds 2008 een onderdeel van Heineken, maar bij de overname werd het merk Grimbergen toegewezen aan Brouwerij Carlsberg. Heineken kreeg wel een langdurige licentie op het merk. Voor de Belgische markt maakt Alken-Maes het bier, maar voor het buitenland zorgt Carlsberg zelf voor de productie onder andere bij Brasseries Kronenbourg.

## Achtergrond

### Abdij en brouwerij
In het jaar 1128 bouwde de Heilige Norbertus in de Brabantse gemeente Grimbergen een abdij voor de kloosterorde der Norbertijnen. Naast de religieuze taken legden de paters zich toe op de kunst van het brouwen. Samen met de afschaffing van het klooster tijdens de Franse Revolutie verdween ook de brouwerij. Bij de latere heroprichting van de abdij werd er geen brouwerij meer voorzien. De abdij bestelde haar bier, met name het paasbier Optimo Bruno, bij lokale brouwers.
In 1958 nam Brouwerij Maes contact op met de abdij met het voorstel om het bruine bier dat in de brouwerij was ontwikkeld, te commercialiseren onder de naam "Grimbergen." Tot 1978 werden Grimbergen Dubbel en Tripel in de brouwerij te Waarloos gebrouwen. Na die datum verhuisde de productie naar Brouwerij Union in Jumet. Sinds de sluiting van de vestiging in Jumet (2007) is de productie verplaatst naar de Brouwerij van Alken.
Een deel van de gebouwen van de Abdij van Grimbergen is sinds 1997 ingericht als abdijbiermuseum.
Sinds 2009 wordt Grimbergen ook geprofileerd voor gastronomisch gebruik, als begeleiding van de maaltijd. In deze context werd een 20-centiliter Grimbergenglas geïntroduceerd alsook de Grimbergen Selection in grote 75-centiliter flessen.

### Etiket en leuze
Op het etiket van de bieren van Grimbergen stond altijd een feniks. Eind 2010 werd het etiket grondig vernieuwd: de feniks kwam nog meer op de voorgrond en werd gemoderniseerd. Bovenaan het etiket staat: "Phoenix", met eronder: "Ardet nec consumitur". Dit betekent: "verbrand, maar niet vernietigd". Dit is de leuze van de abdij en verwijst naar de vele malen dat de abdij in brand gestaan heeft, waarna ze toch steeds werd heropgebouwd en overleefde. Ze verrees dus telkens als een feniks. De bierflesjes worden speciaal voor Grimbergen gemaakt. Boven het etiket staat in het glas: "Abdij Grimbergen".

## De bieren
In de meeste Grimbergen-bieren wordt naast gerstemout ook tarwe gebruikt.
- Blond - 6,7% oorspronkelijk 7%. Dit bier is in 1993 op de markt gekomen, aanvankelijk met het oog op de Franse markt
- Dubbel - 6,5%. Grimbergen Dubbel is het eerste bier dat werd gebrouwen in 1958.
- Tripel - 9%, hergist in de fles, gebrouwen sinds 1962.
- Optimo Bruno - 10%. Dit bier verwijst naar het vroegere paasbier dat in de abdij werd gebrouwen. Onder zijn huidige vorm wordt het gebrouwen sinds 1988. Anders dan bij de andere Grimbergen-varianten is er uitsluitend gerstemout, water, hop en gist gebruikt.
- Goud 8° - 8%, hergist in de fles. Het heeft een densiteit van 16° Plato.[14] Grimbergen Goud 8° werd gelanceerd begin 2008.[15]
- Grimbergen Selection Speciaal Dubbel (7%)[16] en Grimbergen Selection Speciaal Blond (7,2%).[17] Deze varianten worden gebrouwen bij Brouwerij De Smedt. Ze zijn enkel verkrijgbaar in flessen van 75cl, en zijn bedoeld voor gebruik op restaurant.
- Grimbergen Winter, winterbier - 6,5%. Voor de eerste maal gelanceerd oktober 2012.[18]

Historische varianten in België:
- Grimbergen Roussa - 6,2%. Dit bier werd in 2001 gelanceerd als een herfstbier, en is sindsdien verdwenen.[19]
- Cuvée de l'Ermitage - 7,5% (oorspronkelijk 8%). Bruin bier dat oorspronkelijk een afzonderlijk merk van abdijbier was, sinds de jaren 50 gebrouwen door de toen nog onafhankelijke Brouwerij Union in Jumet. Dit bier werd vervolgens in het Grimbergen-gamma ingepast. Sinds 2010 wordt het niet meer gebrouwen.[20]

Sinds 2022 worden de volgende bieren gebrouwen in de microbrouwerij van de Abdij van Grimbergen, die ook te bezoeken is:
- Grimbergen Astrum Pale Ale - 6% met een sterk citrus aroma.
- Grimbergen Magnum Opus Brut - 8% op basis van Champagne-gist.
- Grimbergen Ignis Quadruple - 10% met een intense en rijke smaak.

## In andere landen
In Nederland is Grolsch sinds 1 januari 2006 verantwoordelijk voor de verkoop en marketing van Grimbergen. De productie gebeurt in België.
Frankrijk is een grote markt voor Grimbergen. Voor de Franse markt wordt het bier gebrouwen door Brasseries Kronenbourg in de plaats Obernai nabij Straatsburg. Het wordt er per fles of blikje verkocht en van het vat. De concurrenten van Grimbergen zijn in Frankrijk Leffe en Affligem. In Frankrijk is er een afwijkend assortiment met variëteiten die in het land van oorsprong onbekend zijn:
- La Blonde - 6,7%
- La Rouge - 6%
- La Ambrée - 6,5%
- La Blanche - 6%
- La Réserve - 8,5%
- Pale Ale - 5,5%

## Prijzen
- In 2011 won Grimbergen Dubbel brons op de Australian International Beer Awards in de categorie Abbey Style, Dubbel and Tripel.[24]
- Australian International Beer Awards 2012 - Bronzen medaille voor Grimbergen Dubbel in de categorie Belgian & French Style Ale - Abbey Dubbel